# Академія наук (станція метро)
53°55′17″ пн. ш. 27°35′49″ сх. д. / 53.92139° пн. ш. 27.59694° сх. д.
Акаде́мія нау́к (біл. Акадэ́мія наву́к) — станція Мінського метро Московської лінії. Розташована між станціями Площа Якуба Коласа і Парк Челюскінців. Відкрита 30 червня 1984 року у складі першої черги.
До 1984 року мала проектну назву «Академічна».

## Конструкція станції
Колонна трипрогінна мілкого закладення (глибина закладення — 12 м) з однією острівною платформою.

## Виходи
Один вихід веде до головної будівлі Академії наук, кінотеатру «Жовтень» і 1-ї міської клінічної лікарні. Другий виходить до перехрестя проспекту Незалежності із вулицею Сурганова.

## Оздоблення
Головним акцентом оздоблення є монументальні бетонні панно, розташовані у місцях спуску до перону.
Матеріали, використані для оздоблення станції метро: залізобетон, граніт і лабрадорит (підлога платформи), нержавіюча сталь і мармур (стіни і колони). Головні колірні поєднання, представлені на станції метро - відтінки сірого і білого. Такі архітектурні та композиційні рішення надають стриманість і благородство спільного простору станції.

## Пересадки
- Автобус: 20с, 25, 37, 59, 76э, 89э, 100, 115э;
- Тролейбус: 33, 34, 35, 54, 61, 92

## Галерея

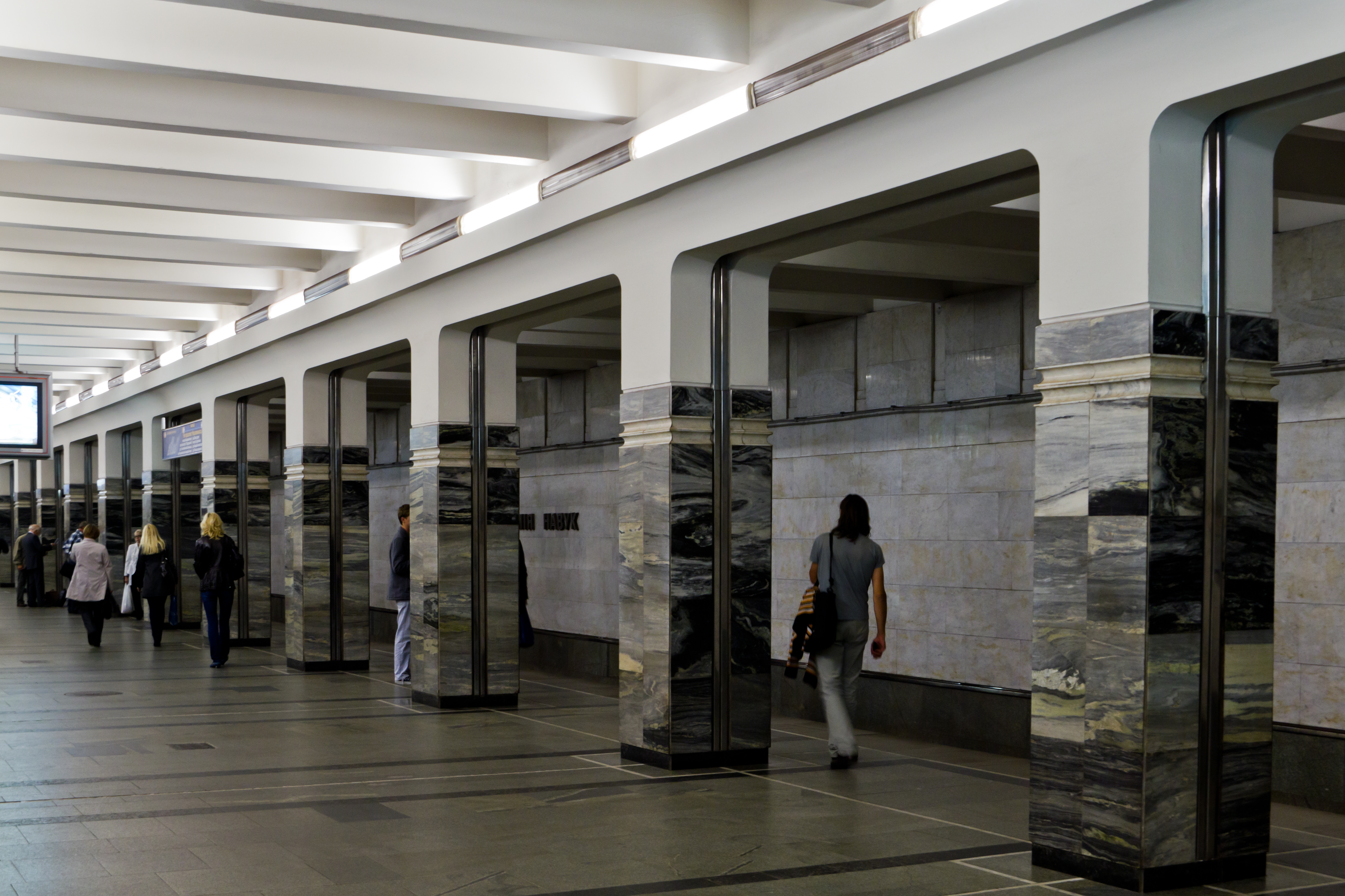
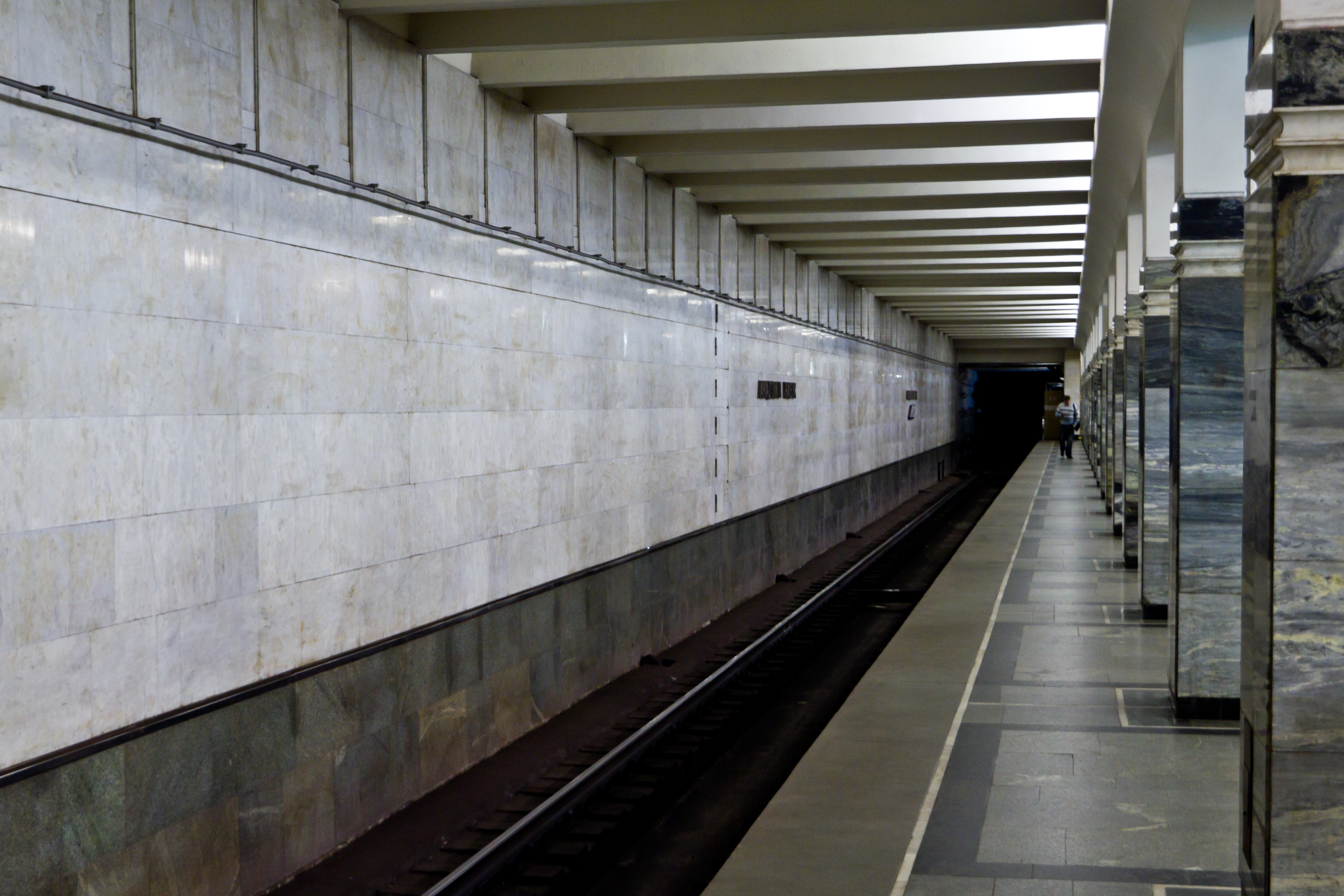
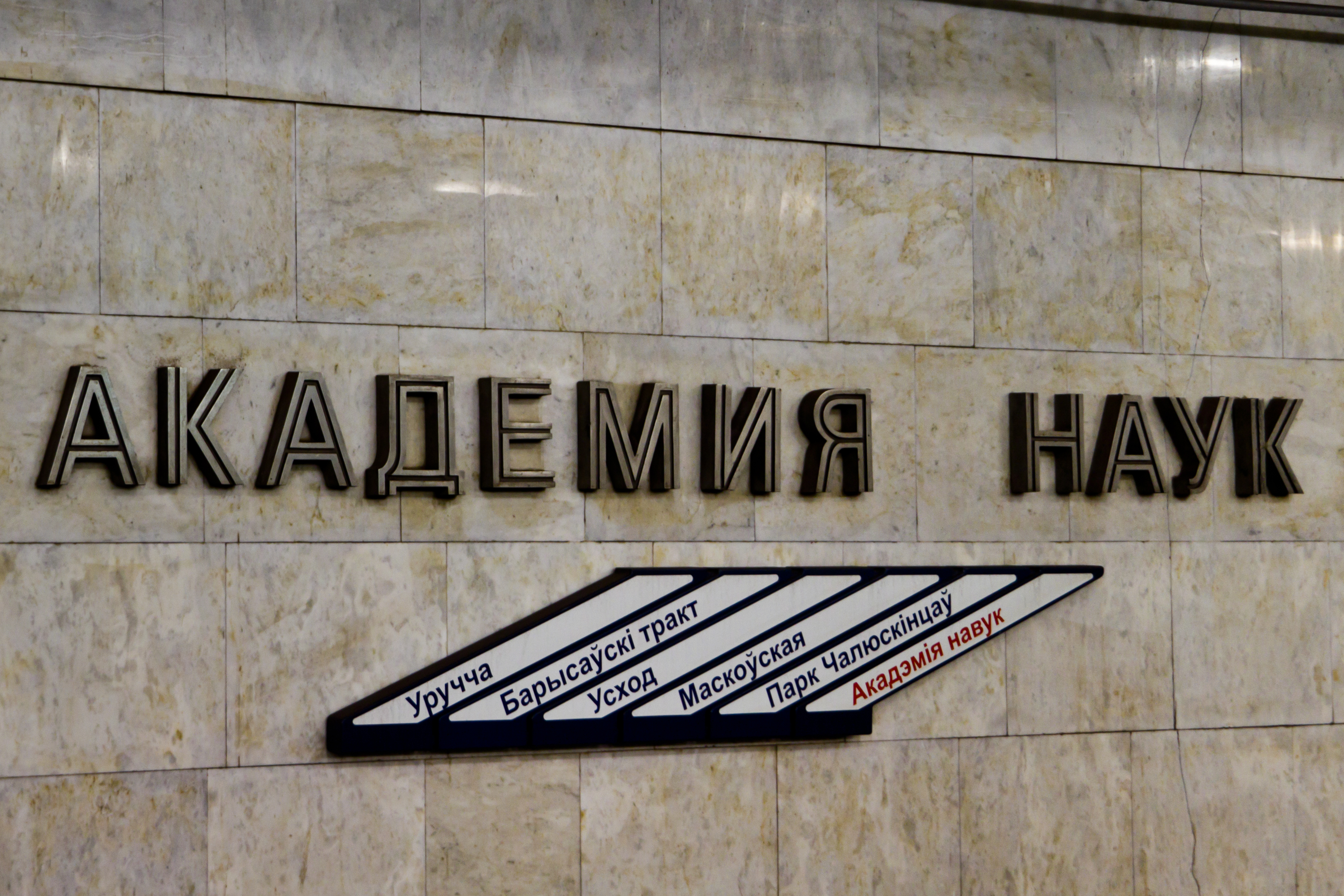